# Rickmansworth Rural
Rickmansworth Rural var en civil parish 1898–1935 när det uppgick i Rickmansworth Urban och Sarratt, i grevskapet Hertfordshire i England. Civil parish hade 817 invånare år 1931.